# Halsbach
Halsbach je obec v německé spolkové zemi Bavorsko, v zemském okrese Altötting ve vládním obvodu Horní Bavorsko. Žije zde přibližně 1 100 obyvatel.

## Poloha obce

### Sousední obce
| Růžice kompasu |              |            | Burgkirchen an der Alz | Růžice kompasu |
| Růžice kompasu | Sever        |            |                        | Růžice kompasu |
| Růžice kompasu | Halsbach     |            |                        | Růžice kompasu |
| Růžice kompasu | Jih          |            |                        | Růžice kompasu |
| Růžice kompasu | Kirchweidach | Tyrlaching | Tittmoning             | Růžice kompasu |